# Kotasaari (ö i Norra Savolax, Kuopio, lat 63,01, long 27,99)
Kotasaari är en ö i Finland.   Den ligger i kommunen Kuopio i den ekonomiska regionen  Kuopio ekonomiska region  och landskapet Norra Savolax, i den centrala delen av landet, 400 km nordost om huvudstaden Helsingfors.